# Международный день Матери-Земли
Международный день Матери-Земли (на других официальных языках ООН: англ. International Mother Earth Day, араб. اليوم الدولي لأمنا الأرض, ‎исп. Día Internacional de la Madre Tierra, кит. 国际地球母亲日, фр. Journee internationale de la Terre nourriciere
) отмечается, начиная с 2010 года, ежегодно 22 апреля. Установлен Генеральной Ассамблеей ООН в 2009-м году (резолюция № A/RES/63/278).
В резолюции отмечается, что термин «Мать-Земля» общепринят во многих странах, что он отражает зависимость между планетой, её экосистемами и человеком.
Предлагая всем государствам-членам ООН, международным и неправительственным организациям отмечать «Международный день Матери-Земли», Генеральная Ассамблея обращает внимание на то, что праздник День Земли уже ежегодно отмечается во многих странах.
По некоторым данным этот Международный день возник на основе отмечаемого ранее в США Дня деревьев.

## Темы Международного дня Матери-Земли
- 2019 год — «Защитите наши виды»
- 2016 год — «Деревья для планеты»
- 2015 год — «Пора взять инициативу в свои руки»